# Програмирање за децу
Програмирање за децу је писање рачунарских програма коришћењем неког од програмских језика прилагођеним дечјем узрасту. Програмер је специјалиста за програмирање, односно креирање рачунарских програма. Појам програмирање, међутим, обухвата и све остале процесе чији је циљ аутоматизовање решавања одређеног типа проблема, па тако постоји програмирање за телевизијске уређаје, веш-машине, мобилне телефоне, као и математичко програмирање и др. У најопштијем смислу програмирање значи дефинисање низа корака који се обављају један за другим у циљу извршења одређеног задатка. 
Блоковско програмирање за децу је метод учења програмирања који користи визуалне блокове или елементе како би се олакшало разумевање основа програмирања. Овај приступ омогућава деци да стекну основно разумевање логике и алгоритама без потребе за писањем традиционалног кода.

## Историја
Концепт блоковског програмирања за децу настао је као одговор на потребу да се програмирање учини приступачнијим и забавнијим. Први пионири у овој области су створили алате који омогућавају деци да визуално конструишу програме користећи блокове који представљају различите команде и акције.

## Имплементација
У блоковском програмирању, деца користе графички интерфејс да би аранжирала блокове који представљају различите кораке у процесу. Ови блокови се обично превлаче и отпуштају у одговарајућем редоследу како би се формирао програм. Сваки блок има јасну функцију, што олакшава разумевање логике програма.

## Предности
Предности блоковског интерфејса су
- Визуална репрзентација: блоковски интерфејс омогућава деци да визуализују логику програма на интуитиван начин.
- Лака употреба: деца могу лако да манипулишу блоковима без потребе за писањем синтаксе или кода.
- Подстиче креативност: кроз блоковско програмирање, деца могу да изразе своју креативност креирајући различите сценарије и игре.
- Учење алгоритама: деца стичу основно разумевање алгоритамског размишљања кроз аранжирање блокова у одређеном редоследу.

## Примери програмерских окружења
- Програмски језик : један од најпопуларнијих алата за блоковско програмирање за децу, развијен од стране МИТ Медиа Лаб-а. Омогућава деци да креирају анимације, игре и интерактивне приче користећи блокове.

- Библиотека Blockly: библиотека отвореног кода која омогућава програмерима да интегришу блоковски интерфејс у своје апликације. Многе платформе за учење програмирања за децу je користе као основу.

- Платформа Tynker: мрежна платформа која нуди алате за учење програмирања кроз блокове, циљајући на млађу публику. Нуди лекције, изазове и пројекте који помажу деци да развију своје вештине програмирања.